# Arnold Tölg

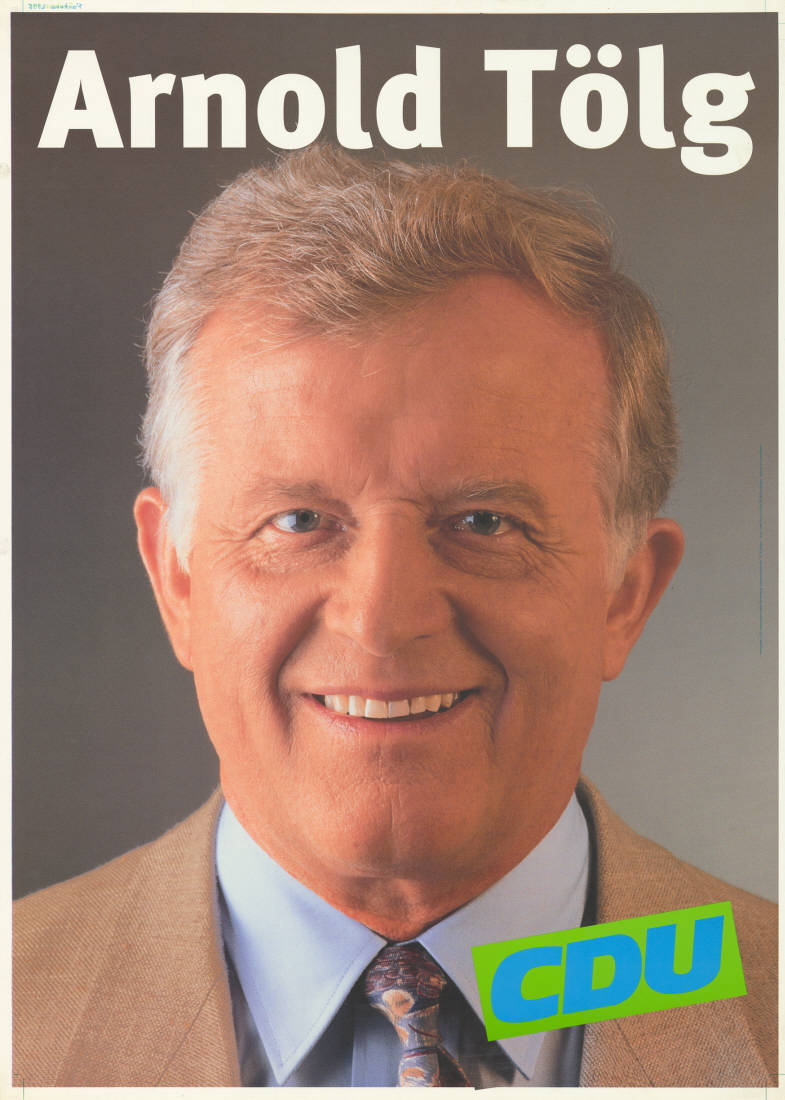
Kandidatenplakat zur Landtagswahl in Baden-Württemberg 1996

Arnold Tölg (* 30. September 1934 in Königswalde, Landkreis Glatz, Provinz Niederschlesien; † 24. September 2024 in Althengstett) war ein deutscher Politiker (CDU) und Vertriebenenfunktionär. Er war von 1977 bis 2001 Mitglied des Landtages von Baden-Württemberg und von 1999 bis 2017 Landesvorsitzender des Bundes der Vertriebenen in Baden-Württemberg. Zudem war er als Kurdirektor, Geschäftsführer und Verkehrsdirektor tätig.

## Leben und Beruf
Als Kind wurde der in Schlesien geborene Arnold Tölg 1945 mit seiner Familie aus der Grafschaft Glatz vertrieben und kam nach Braunschweig. Dort legte er die Mittlere Reife ab und absolvierte bis 1956 eine Großhandelslehre. Von 1956 bis 1957 war er bei der DAK in Stuttgart angestellt. Von 1957 bis 1964 war er Parlamentarischer Sekretär des Bundestagsabgeordneten Gustav-Adolf Gedat (CDU) und Technischer Leiter des Internationalen Forums Burg Liebenzell und Burg Hornberg.
Anschließend studierte er von 1964 bis 1967 Betriebswirtschaft an der Pforzheimer Fachhochschule für Wirtschaft, war danach von 1967 bis 1969 stellvertretender Kurdirektor in Bad Liebenzell und wohnte seit dieser Zeit in Möttlingen. Von 1969 bis 1997 war er Geschäftsführer der Pforzheimer Reise- und Verkehrsbüro GmbH. Zudem war er von 1973 bis 1981 Verkehrsdirektor des Verkehrsbüros in Pforzheim und von 1975 bis 1988 Geschäftsführer der Fremdenverkehrs-Gebietsgemeinschaft Nördlicher Schwarzwald.
Von 1979 bis 2014 war Tölg Vorsitzender des Turngau Nordschwarzwald im Schwäbischen Turnerbund. Von 1999 bis 2017 war er Vorsitzender des baden-württembergischen Landesverbandes des Bunds der Vertriebenen.
Tölg war verheiratet mit Heidi Tölg und hat drei Kinder.

## Politik
Ab 1956 war der Katholik Tölg Mitglied der CDU. Von 1969 bis 1991 war er Vorsitzender des CDU-Kreisverbands Calw. Ab 1969 war er auch Mitglied des Bezirksvorstands Nordbaden. Ab 1977, als er für Hermann Dutt nachrückte, war er Mitglied im Landtag von Baden-Württemberg, dem er bis 2001 angehörte. Er vertrat stets das Direktmandat des Wahlkreises Calw. Darüber hinaus war er von 1984 bis 2014 gewähltes Mitglied des Kreistages des Landkreises Calw.

## Ehrungen und Auszeichnungen
1982 erhielt Arnold Tölg das Bundesverdienstkreuzes am Bande und 1992 das Bundesverdienstkreuzes 1. Klasse. 2005 wurde ihm die Verdienstmedaille des Landes Baden-Württemberg verliehen.
Tölg war Ehrenvorsitzender des CDU-Kreisverbandes Calw, des Turngaus Nordschwarzwald und des Bundes der Vertriebenen Baden-Württemberg.

## Kritik
Der Generalsekretär des Zentralrat der Juden Stephan Kramer teilte Kulturstaatsminister Bernd Neumann in einem Brief im September 2010 mit, die Mitgliedschaft in der Stiftung Flucht, Vertreibung, Versöhnung aus Protest gegen die „revanchistische Positionen“ der zu stellvertretenden Mitgliedern berufenen Tölg und Hartmut Saenger bis auf weiteres ruhen zu lassen und sich einen Austritt vorzubehalten. Arnold Tölg steht wegen seiner Äußerungen zu den Wiedergutmachungsleistungen ehemaliger NS-Zwangsarbeiter unter Kritik. In der Jungen Freiheit verlautbarte er, dass „[g]erade die Länder, die am massivsten Forderungen gegen uns richten“ selbst in Sachen Zwangsarbeit „genügend Dreck am Stecken“ hätten, was als Relativierung von Nazi-Verbrechen kritisiert wurde. Zuletzt behauptete Tölg, dass Polen bereits im März 1939 mobilgemacht habe, weswegen der deutsche Überfall auf das Nachbarland lediglich der „zweite Schritt“ gewesen sei. Diese faktisch richtige Feststellung rückt Tölg in die Nähe von Theorien, die entgegen dem geschichtswissenschaftlichen Forschungsstand die Kriegsschuld Deutschlands relativieren.